# Układ regularny
Układ regularny (sześcienny) – układ krystalograficzny, w którym wszystkie trzy jednostki osiowe mają jednakową długość i są w stosunku do siebie prostopadłe.
Do układu regularnego należą kryształy o największej liczbie elementów symetrii. Na jednym krysztale mogą występować równocześnie 3 osie czterokrotnej symetrii, 4 osie trzykrotnej symetrii i 6 osi dwukrotnej symetrii; ponadto 9 płaszczyzn symetrii i środek symetrii.
Typowymi przedstawicielami tej grupy są:
- czworościan foremny (tetraedr)
- sześcian
- ośmiościan foremny – oktaedr
- dwunastościan rombowy
- dwunastościan pięciokątny
- dwudziestoczterościan
- czterdziestoośmiościan.

W tym układzie krystalizuje około 12% minerałów; np. miedź rodzima, złoto rodzime, srebro rodzime, diament, galena, halit, fluoryt, uraninit, spinel, magnetyt, granat, sfaleryt, tetraedryt, sodalit, piryt, haueryt, skutterudyt.

Typy centrowań układu regularnego
prymitywny (prosty) cP, sc lub c.s.[2]
przestrzennie centrowany cI lub bcc[2]
ściennie centrowany[3][a] cF lub fcc[2]

Przykłady kryształów układu regularnego
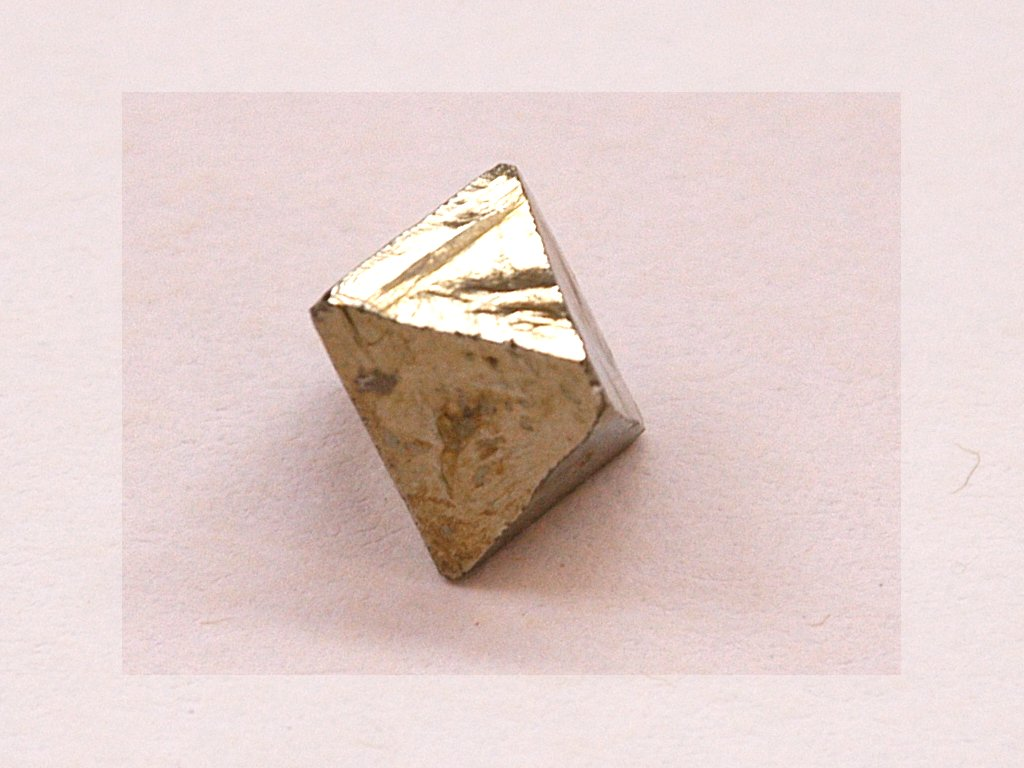
piryt – oktaedr
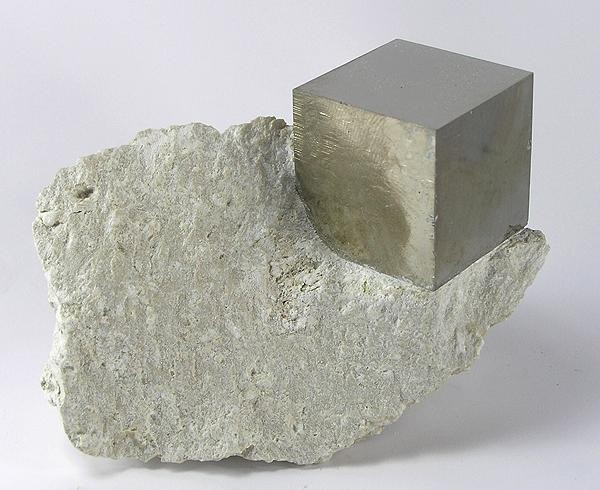
piryt – sześcian
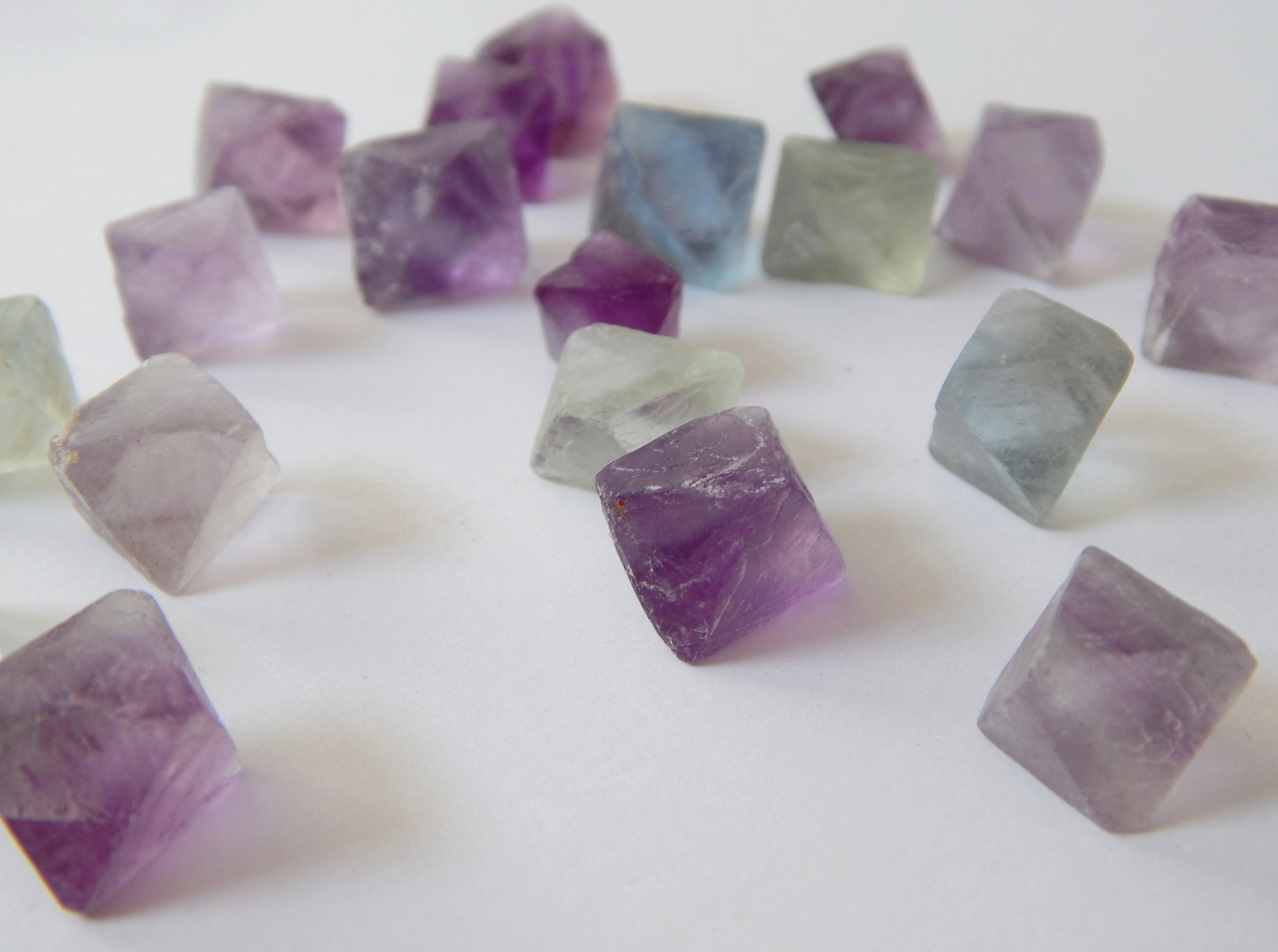
fluoryt – oktaedr
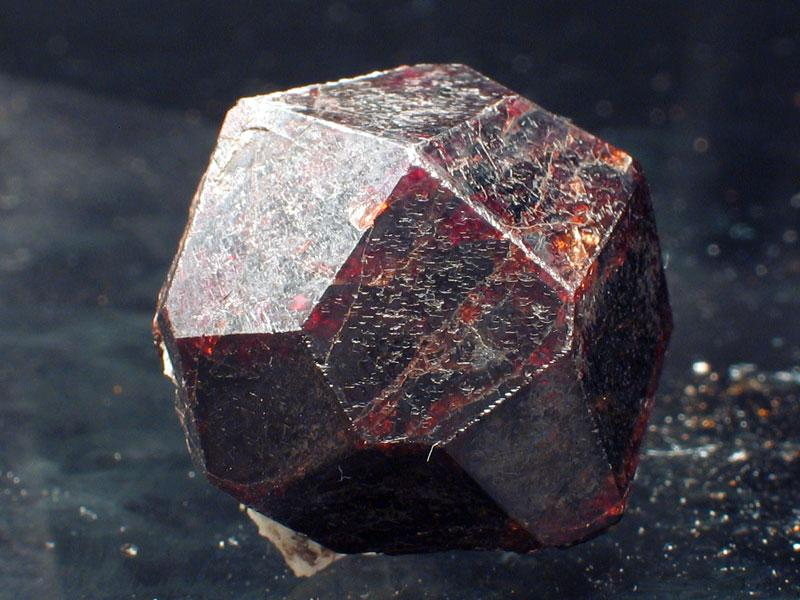
granat – dwunastościan rombowy